# Шостак
Шостак, Шістка, Шустка, Шестак, Шестигрошевик — українізована польська назва (пол. szóstak) польської, литовської і прусської срібної монети 16 — 17 ст. вартістю в 6 грошів.

## Срібні шостаки
Карбовані з 1528 року на монетних дворах Кракова, Торуні, з 1535 — Ґданська, Ельблонга. У 1547, 1581, 1585 роках карбувались у Великому Князівстві Литовському. Особливо поширеними були шостаки, карбовані за Сигізмунда III в 1595—1603, 1623–1627 роках (останні мали не більше 1/3 вартості тих, що з 1528) в містах Всхові, Любліні, Бидгощі, Мальборгу. Менша кількість шостаків карбувалась в 1665—1668, 1677—1687 роках та пізніше.
Спочатку вага карбованих з металу низькопробних сьвідніцьких монет складала 12,35 г 375-ї проби. Наприкінці 16 ст. важив близько 4,75 г (4,03 чистого срібла), з 1623—1627 років — 3,95 г (1,8 г чистого ср.), потім далі вміст срібла зменшувався.
Також були шостаки бранденбурзькі (1534—1535 років), сілезькі (1622—1623).

## Мідні шостаки
Останні шостаки Речі Посполитої були мідними, карбувались в 1794—1795 роках. В 1794 році було карбовано для обігу в Королівстві Галичини та Володимирії владою Габсбурзької монархії. В 1813 році місто Замостя карбувало їх під час облоги російськими військами.
В Україні найчастіше зустрічаються шостаки Сигізмунда III. У 1794 і 1795 шостаки карбували з міді. У російській валюті Сигізмундові шостаки в Україні дорівнювали 4 копійкам. У 19 ст. шостак був назвою 3 копійок (6 грошів).